# Ceuthophilus vicinus
Ceuthophilus vicinus är en insektsart som beskrevs av Theodore Huntington Hubbell 1936. Ceuthophilus vicinus ingår i släktet Ceuthophilus och familjen grottvårtbitare. Inga underarter finns listade i Catalogue of Life.